# Концешть (комуна, Телеорман)
Концешть, Концешті (рум. Conțești) — комуна у повіті Телеорман в Румунії. До складу комуни входить єдине село Концешть.
Комуна розташована на відстані 86 км на південний захід від Бухареста, 23 км на південний схід від Александрії, 146 км на південний схід від Крайови.

## Населення
За даними перепису населення 2002 року у комуні проживали 3867 осіб.
Національний склад населення комуни:
| Національність | Кількість осіб | Відсоток |
| -------------- | -------------- | -------- |
| румуни         | 3812           | 98,6%    |
| цигани         | 54             | 1,4%     |
| угорці         | 1              | < 0,1%   |

Рідною мовою назвали:
| Мова      | Кількість осіб | Відсоток |
| --------- | -------------- | -------- |
| румунська | 3862           | 99,9%    |
| циганська | 4              | 0,1%     |
| угорська  | 1              | < 0,1%   |

Склад населення комуни за віросповіданням:
| Релігія        | Кількість осіб | Відсоток |
| -------------- | -------------- | -------- |
| православні    | 3739           | 96,7%    |
| адвентисти     | 71             | 1,8%     |
| баптисти       | 10             | 0,3%     |
| бретрени       | 4              | 0,1%     |
| римо-католики  | 3              | 0,1%     |
| греко-католики | 1              | < 0,1%   |

## Зовнішні посилання
- Дані про комуну Концешть на сайті Ghidul Primăriilor [Архівовано 6 лютого 2008 у Wayback Machine.]